# 堂本大幾
堂本 大幾（どうもと だいき、1972年2月12日 - ）は、日本のモデル、俳優。アジョンス・ドゥ・原生林所属。委託所属クランディア。北海道出身。身長181cm。B:95、W:78、H:95、S:27cm。体重72kg。血液型B型。趣味は囲碁、観劇、スノーボード、乗馬、ラグビー。特技はピアノ。

## 出演

### CM
- メリルリンチ日本証券
- 小林製薬、鼻シュッシュ
- アサヒビール、スーパードライ樽生
- 花王サクセス、ビオレさっぱりシート
- 日本コカ・コーラ、シトラ2000
- 日本ケンタッキーフライドチキン
- ソニー、VAIO
- 日産自動車、エルグランド（2003年）
- P&G、ボールド
- セイコーマート
- JR東海、新ダイヤ&品川駅開業10.1
- アサヒビール
- 花王、サクセス（2005年）
- スバル、試乗キャンペーン（2006年）
- 本田技研工業、低床・低重心ミニバン（2007年）
- 三井住友フィナンシャルグループ（2007年）
- 大阪ガス（2007年）
- ライオンズマンション（2007年）
- 任天堂、Wii（2008年)
- 三菱自動車工業、デリカ（2008年）
- 花王、ピュオーラ（2008年）

### スチル
- フィリップモリス、和み（2003年）
- アサヒ、スーパードライ
- 三菱、NTT docomo D211i
- メリルリンチ日本証券
- マツダ、企業広告
- トステム
- NECソリューションズ
- セントラルスポーツ
- 東急不動産

### 映画
- ゴジラ FINAL WARS（2004年）

### テレビ
- 女と愛とミステリー、松本清張没後10年特別企画 たづたづし（2002年、テレビ東京） - 運転手 役
- 東芝日曜劇場、ママ!アイラブユー（2005年、TBS）

### Vシネマ
- 実録ヒットマン〜北海道の虎・望郷〜

### VP
- キヤノン、エキスポ2000
- エプソン、プロジェクター

### 舞台
- 濡れたプールサイド
- 屋根の上のヴァイオリン弾き（2001年）
- 新・近松心中物語（2004年）

### ショー
- ブライダルショー